# نداء المجهول (رواية)
نداء المجهول  رواية للكاتب القصصي المصري محمود تيمور صدرت عن مكتبة الآداب للنشر عام 1948 في 173 صفحة. الرواية تتخذ مسرحها جبل لبنان، وتصور نداء المجهول في كل نفس بشرية، خاب مسعاها في دنيا الواقع، فاندفعت بكل طاقتها وراء المجهول، لعله أن يعوضها عما ضاع من مأمول.

## تصدير
قرر مجمع فؤاد الأول للغة العربية تتويج جميمع الإنتاج القصصي باللغة الفصيحة لمحمود تيمور بك ومنحه جائزة القصة لسنة 1947. وقد أعلن المجمع قراره هذا في حفل أقامه يوم 5 أبريل سنة 1947 بدار الجمعية الجغرافية. وكان المقرر هو حضرة صاحب العزة الأستاذ محمد فريد أبو حديد بك عضو المجمع وعميد معهد التربية للمعلمين فألقى بحثا جاء فيه مايأتي: .... اختار المجمع اللغوي في هذا العام من بين المبرزين في القصة الأستاذ الكبير محمود بك تيمور، فأهداه جائزة القصة إشارة منه إلى هذا المعنى، ثم اعترافاً بما للأستاذ الكبير من أثر محمود في فن القصة في أدبنا الحديث. فقد ألف الأستاذ محمود تيمور بك نحو خمسة وعشرين كتاباً في القصص، بعضها مجموعات من قصص قصيرة، ويبلغ عددها اثني عشرة مجموعة، وبعضها من قصص تمثيلية ويبلغ عددها عشرا، وفيها فوق ذلك قصتان طويلتان لم تظهر سوى إحداهما وهى «كليوباترة في خان الخليلي» فأكثر جهود الأستاذ تيمور بك متجهة كما يظهر إلى نوعين من القصة: التمثيلية، والقصة القصيرة. وقد كانت القصة التمثيلية عنده أسلوبا في الكتابة لا يقصد بها الإتجاه إلى التمثيل على المسارح، فتمثيليات تيمور أقرب إلى أن تكون نوعاً آخر من القصة القصيرة. والفرق بين النوعين أن التمثيلية تعتمد في تصوير الأشخاص على محاورات أحاديثهم وحركتهم، على حين أن القصة تعتمد على الأكثر في تصوير الأشخاص على وصف هيئاتهم ووصف مواقفهم وما يبدو من أعمالهم. ولم يخرج من تمثيليات «تيمور» على المسرح إلا عدد محدود، وكان آخرها تمثيلية «حواء الخالدة» التي كان لها أكبر حظ من التوفيق. ولسنا هنا في سبيل التعرض لطريقة تيمور بك في فنه ولا للتحدث تفصيلا عن مذهبه في القصة. وحسبنا أن نشير إلى أنه في كل آثاره يتجه نحو إبراز الفكرة الواحدة يعرضها في إطار محدود ومن ثم يمكن أن نقول: أن فن القصة القصيرة وما يتصل بها من المسرحيات القصيرة هو الجانب الذي خص به فنه إلى الآن.
......
وإنه ليشرفني أن أنوب عن المجمع اللغوي في توجيه الثناء اليه، راجياً له اطراد التوفيق والسمو، سائلاً الله أن يمده بروح من عنده، حتى تتكون للعربية الشريفة ثروة من ثمار إنتاجه وإنتاج أنداده من المبرزين في فن القصة الذين تعتز بهم العروبة.
محمد فريد أبو حديد

## ملخص الرواية
قصة نداء المجهول هي مغامرة قام بها عدد من الأشخاص، للبحث عن قصر مهجور في أحد جبال لبنان فوجدوا في هذا القصر يوسف الصافي حفيد صاحب القصر يعيش وحده منذ 25 سنة بينما كانوا يظنّون انه قد انتحر بعد ان قتل حبيبته ليلة زفافها. مع العلم إن مساعد بطل الرواية مجاعص مات أثناء المغامرة بعد أن وقع في أحد أفخاخ القصر القديم ودفن في الحديقة.
تحكي الرواية عن سفر البطل إلى بيروت واستقراره في فندق الأمان وقد ذكر وصف لبنان الرائع وجمالها الخلاب وهناك التقي بالفتاة الإنجليزية الجميلة مس ايفانز وعلم بخطتها للذهاب إلي بعض المناطق الجبلية الوعرة التي لم يذهب لها أحد من قبل وان من يقترب من هذا المكان يتعرض للهلاك. وقرر هو ومس ايفانز بالقيام بالرحلة ومعهم رجلان آخران وهناك يتعرضون للمهالك والإخطار بل وفقدا رجلا ممن كان معهم. وهناك اكتشفوا سر كبير عن هذا المكان وهو ذلك الرجل الذي يعيش في القصر المهجور بعدما قيل انه قتل حبيبته لكنه وجد حبه مع مس ايفانز وكأنه كان يناديها من بعيد لتعود له. وترفض مس ايفانز الرجوع معهم للفندق لتستقر مع ذلك الرجل الغريب.

## مقتطفات من الرواية
سافرت إلى لبنان سنة 1908، لأروح عن نفسي، وأنعَم بفترة هدوء وبعد عن صخب الحياة ولبنان وقتئذ تحت السيادة التركية. وقصدت إلى «بعنتاب» وهي قرية صغيرة لا تحوى سوى ثلاثة منازل، وفندق متواضع لا يسع أكثر من ثمانية أشخاص. وكانت المنطقة في معزل ناء، فأقرب بلدة إليها تبعد منها مسير ساعتين على البغال. استقر بي المقام فب «فندق الأمان» لصاحبه «الشيخ عاد أبو المجد» ووجدت المكان وفق هواي: هدوء شامل، وهواء جاف بارد يبعث في الجسم النشاط، ومعيشة ساذجّة قريية إلى الفطرة. فالفندق أشبه بمنزل ريفي، غرس أمامه «الشيخ عاد» بعضاً من أشجار الصنوبر والتفاح والعنب، وأصنافاً من الأزاهر، بطريقة غير منسقة، ولكنها مقبولة. وكانت الجبال الشاهقة تحيط بتلك البقعة الوادعة. كأنها حراس يخفرونها. والوادى البعيد منبسط أمام الفندق بزروعه المختلفة الألوان. وعلى سفح الجبل قطعان الماشية ترعى الحشائش الجافة التي تنبت في جرأة عجيبة بين الصخور. وكنا نبيح لأنفسنا الظهور في الفندق، وعلى المائدة نفسها، بالملابس التي تروقنا. فيرتدي كل واحد منا ملابسه الوطنية المريحة، وقد شجعنا على ذلك «الشيخ عاد» نفسه، إذ تعود أن يظهر أمامنا بملابسه الشرقية البديعة: القفاطين الوطنية ذات الألوان الزاهية، والجبب الحريرية الفضفاضة الموشيّة بالقصب، يغدو فيها ويروح بمشيته المتزنة الهادئة. ووجهه الصبيح مشرق دائم الابتسام. فتخاله سلطاناً من سلاطين ألف ليلة. والرجل حلو الحديث؛ غاية في السماحة وكرم الضيافة. وقد تعجب لتلك القيمة الزهيدة التي يرضّى بها أجراً للمبيت والطعام. مع أنه يقدم لك من المآكل ما يساوى أضعافها. ولكنك إذا علمت أنه يملك قطعاناً من الغنم وأرضاً شاسعة للزراعة. وبساتين مزدحمة بالكروم ومختلف الفاكهة، زال عجبك وأيقنت أن كرم الرجل سجيّة فيه متأصلة، ساعده عليها غناه. وما إدارة الفندق في الحق إلا هوى نفسي لا يخلو من شذوذ.
...........
وكنا في ذلك الوقت ستة أشخاص، غير الشيخ عاد وخدم الفندق. ومن الطريف أن تضم أسرتنا هذه سيدة إنجليزية قيل: إنها مستشرقة، وقيل: إنها متخصصة في العلوم الطبيعية، جائت لبنان تدرس طبيعة أرضه، ونباته وحيوانه. . . هي في نحو الخامسة والثلاثين من عمرها، هادئة القسمات، ما تزال نضرة الشباب تتخايل على وجهها الجميل. وألفيت مرة، في الحديقة.. «حبيب» الخادم، طروباً في وقفته، يراش الزرع ويغني. فقلت له وأنا أداعب سبحتي وأبتسم: «مارأيك في صاحبتك الإنجليزية؟»
فحدق في للحظة، ثم اندفع يقهقه. وأخيراً قال لي: ما لك وماهلها؟ اتركها وشأنها وإلا فالعاقبة وخيمة. ثم التفت حوله في حذر، ودنا مني وهمس في أذني: «الست ترهب الجواسيس؟»
ودهشت، وتركت «حبيب» وقد اشتد اهتمامي بهذه السيدة. وكان قد مضى علي بضعة أيام في الفندق، تعرفت في أثنائها بجميع النزلاء، إلا أني لم أهتم بغير هذه الإنجليزية وبرجل سوري مترهل الجسم، له رقبة مجعدة ناحلة كرقبة النسر الهرم، أسمه كنعان، يدعي أنه أستاذ للتاريخ في دار الفنون في أستانبول ... أراه دائماً في الحديقة، حيث يفترش العشب الأخضر، ويتوسد حزمة من الهشيم، ويمضي يدخن «النارجيلة» في اطمئتان. وكثيراً ما تغاضيت عن مبالغاته وأكاذيبه ينمق سردها تنميقاً يكسبها مظهر الحقيقة. أما السيدة الإنجليزية، مس إيفانس، فقليلة الكلام، محبة للعزلة، لا تبادلنا في فترة الأكل إلا بضع كلمات بلغة بين الفصحى والعامية، تنطقها في شئ من الصعوبة. ولكنها تنصت لحديثنا أي إنصات، ولاسيما إذا تحدث الشيخ عاد. فأيقنت أنها تفهم العربية جيداُ. بيد أنها لا تحسن التلفظ بها في يسر. ولاحظت أنها تخرج من الفندق كثيراً، وتتغيب طويلا وربما قضت النهار كله في الخارج، لاتعود إلا بعد مغرب الشمس.
.......
فقلت: نعم. لا بأس بالعزلة المؤقتة، يفزع إليها المرء بين حين وحين.
- والعزلة الدائمة ؟
- إنها تبتل ياسيدى، والتبتل لا يطاق.
وجلست على المقعد متمددة، فظهرت معالم جسمها الفاتن. وحدقت في السماء بعينيها الصافيتى الزرقة، اللتين تكشفان عن عراقة منبت، وسلامة قلب. وقالت:
- إن التبتل يروض نفوسنا، فتنقشع عنها غشاوتها، ومن ثم نستطيع أن نرى الوجود على حقيقته.
فأسندت ظهري إلى ساق صنوبرة عتيقة، وعقدت ساعدي بصدري وقلت:"
وماذا يهمني من معرفة هذا الوجود ؟ حسبي أني أعيش فيه.

## نقد وتعليقات
كتب إبراهيم العريس في جريدة الحياة في 2 مايو 2017: «سافرت إلى لبنان عام 1908 لأروّح عن نفسي وأنعم بفترة هدوء وبعد عن صخب الحياة، وقصدت بعينتاب وهي قرية صغيرة لا تحوي سوى ثلاثة منازل وفندق متواضع لا يسع أكثر من ثمانية أشخاص. وكانت المنطقة في معزل ناء، فأقرب بلدة إليها تبعد منها مسيرة ساعتين على البغال»... على هذا النحو التقريري الذي يبدو وكأنه بداية كتاب في أدب الرحلات، يفتتح محمود تيمور روايته «نداء المجهول» التي تعتبر واحدة من أكثر أعماله القصصية جاذبية وإثارة. وذلك على رغم «تقريرية» أسلوبها. لكن الكاتب ينهي «نداء المجهول» على أحسن ما تكون الروايات القوطية«، ويتابع الكاتب قائلاً:» بين تلك البداية العادية وهذه النهاية الغامضة التي تدنو من رومانطيقية حكايات الأسرار الغرائبية، تدور أحداث «نداء المجهول». وهي رواية تتقاطع، ولكن تتداخل فيها حكايتان. من ناحية حكاية التقاء الكاتب بالمس إيفانس في ذلك الفندق المعزول في الريف الجبلي اللبناني، ومن ناحية أخرى حكاية افتتان تلك السيدة الإنكليزية، وهي المطعونة أصلا في فؤادها ما أتى بها إلى تلك المنطقة لكي تنسى، بحكاية أشد ضراوة وألما من حكايتها«، ويسطرد قائلاً:» إنه يرسم الاشخاص حتى انك لتحس انفاسهم وتلمح الحياة في سهولة حركاتهم، وهو يكتب في لغة سلسلة لا تحجب شيئاً من معانيه. وإن فنه يشيع فيه روح وديع من الإنسانية، فهو يخدم الأدب من ناحيتين الأولى أنه يشير إلى مثله الأعلى الإنساني ويصوره لنا في صوره البارعة، والثانية أنه يعرفنا بالجانب الذي يعرفه من مجتمعنا المصري. فهو من معلمي هذا الجيل، وهو عامل من العوامل القومية على تعريفنا بأنفسنا«. بهذه العبارات البسيطة والمختصرة، تمكن الكاتب محمد فريد أبو حديد من وصف أدب محمود تيمور وصفاً دقيقاً. ولم يكن أبو حديد المعجب الوحيد بأدب تيمور خلال النصف الأول من القرن العشرين، بل كان الإعجاب بذلك الأدب عاماً وشاملاً، حتى ولئن كان من الملاحظ اليوم ان محمود تيمور يكاد لا يُذكر حتى في المناسبات التي يتعين فيها ذكره. بل إن رحيله في شهر أغسطس 1973 مر مرور الكرام، ولم يتنبه له، والعالم العربي ومصر في ذلك الحين منشغلان بألف قضية وقضية، إلا رهط ضئيل من اصحابه المخلصين».
أفرد محمد مندور (1907 - 1965)، الأديب المصري، والصحافي، والناقد الأدبي، في كتابه "في الميزان الجديد" فصلاً خاصاً عن رواية «نداء المجهول» جاء فيه: "أعرض «نداء المجهول» كنموذج دقيق للأدب الواقعي، وأنا أقدر أن القارئ قد يصيح به: رويدك! لقد ضللت الطريق، "فنداء المجهول" لست قصة واقعية، وكتابها وإن يكن قد عُرف بقصص الواقع فقد تجدد فنه وكتب هذه القصة من نوع جديد. هذه قصة أسرار، قصة مغامرات، نداء المجهول، فأين هذا من الواقع؟ ومتى كان المجهول واقعا؟، ويواصل محمد مندور قائلاً: "أنك لا تستطيع أن تلخصها في جملة، فهي غير "بجماليون" المبنية على فكرة التعارض بين الفن والحياة وتحريك الشخصيات كرموز لعلاج تلك الفكرة، وهي غير "دعاء الكروان" التي تجد فيها كل شيء: الشعر في صوت الطائر، ووصف أخلاق الريف المصري في ليالي العمدة، والدراما في قتل هنادي، والقصص التحليلي فلي غرام آمنة بالمهندس، وأما وحدة القصة فأوضح ما تكون في موسيقى المؤلف وسحر أسلوبه. «نداء المجهول» بهو شجبت به عدة صور؛ ولكنها صور ليست ساكنة فهي تتحرك ملائمة بين حقائقها النفسية وما سيقت إليه من مغامرات".
كتبت شهرزاد طيهار لنيل شهادة الماستر من جامعة محمد بوضياف الجزائرية  تخصص: أدب عربي حديث ومعاصر، وجاء ذلك على موقع «ثيسيز الجيري» عام 2019 تحت عنوان «صورة المكان ودلالته في رواية نداء المجهول لمحمود تيمور»: "يشكل عنصر المكان في رواية نداء المجهول لمحمود تيمور عالما زاخرا ممتدا متنوع الدلالات، يتداخل مع العناصر الأخرى ويشارك في صنع الحدث وتطور الشخصية، حيث تنوعت أحداث الرواية في لبنان، التي اتسمت بالضيق وعدم الاستقرار وتشكلت من ذلك عدة دلالات منها: الثنائية الضدية الانغلاق والانفتاح، وكل هذا شكل لنا جماليات المكان. وفي الختام يمكن القول أن محمود تيمور في روايته '' نداء المجهول '' قد وُفِقَ في طرح مشكلاته وهمومه بلغة عالية، وعبر أمكنة واقعية".
كتب الدكتور زكي مبارك (1892 - 1952) الأديب والشاعر والصحفي والأكاديمي المصري على صفحات مجلة الرسالة (العدد 441): «قرأتها في جلسة واحدة، مع أنها تقع في أكثر من مائة وستين صفحة؛ ثم تلفت إليها في اليوم التالي فاشتهيت قراءتها من جديد. لم أقيد على المؤلف غير غلطتين اثنتين: الأولى تنويهه بأن الفندق الذي نزل لم يكن يمانع في أن يجلس الزائرون على المائدة بالملابس البلدية، وكان هذا غلطاً لأن حوادث القصة تقع في سنة 1908 وفي قرية من قرى لبنان ليس فيها غير ثلاثة بيوت، وليس من المعقول أن يكون لمثل تلك القرية في ذلك الوقت تقاليد إفرنجية. أما الغلطة الثانية فهي أفظع، ولكن كيف؟ هام بطل الرواية بفتاة إنجليزية، فأنست به واطمأنت إليه، وقالت لنكن صديقين، ثم شاء لها الدلال أن تقول: إنها امرأة بلا قلب، وهنا يذكر بطل الرواية أنه شعر بالخيبة والإخفاق. ولو تأمل هذا (البطل) لعرف أن ذلك إغراء ... وكيف يعرف وهو محمود في سنة 1908؟ وهل كان في ذلك الوقت غير طفل لا يعرف طبائع النساء؟»، ويتابع قائلاً: «استطاع أن يقنعنا أنه البطل بحق وصدق؟ زار كثير من المصريين لبنان، وفيهم أدباء فضلاء، فهل كان فيهم من استمع لـ (نداء المجهول) على نحو ما استمع هذا الفنان؟».
كتب الموقع التعليمي التونسي «بانوراما دو لا في» في 20 فبراير 2020: «في السنوات الكثيرة التالية لقراءتي لهذا العمل، كان لديّ تقبل كبير لفكرة ان يناديك شئ أو شخص أو مكان دون أسباب منطقية، دون رؤية واضحة ومعرفة لما يناديك. كنت أقبل تماما فكرة إلحاح رغبة وحالة ونداء. وكنت دائما أستسلم. لأني فتاة قدرية .. تصدق قلبها وحدثها. لم يناديني مكان قدر ما يفعل معي متحف أندرسون الملحق ببيت الكريتلية في السيدة زينب.. ذلك المكان قادر تماما على الاستحواذ عليّ مهما كنت مشغولة ومرهقة وبعيدة. شئ يدفعني للذهاب، والدخول من البوابة والمشي خلف مرشد البيت ليحكي لي مرة أخرى ما أعرفه جيدا، ويمر بي على نفس الحكايات. في المرات الأولى لزيارتي للبيت كنت اشعر بطاقة كبيرة من الأرواح لم أجدها في مكان من قبل، كانت الأصوات الخافتة كثيرة ومتداخلة .. كانت تملئني بالرهبة، وتقص لي حكايات لا يعرفها المرشد ولا كتب التاريخ».

## وصلات خارجية
https://rashf.com/book/4261 نداء المجهول (رواية)
https://libraries.najah.edu/book/175026/ نداء المجهول (رواية)
https://www.goodreads.com/book/show/6383977 نداء المجهول (رواية)
https://soundcloud.com/khaled-goda-428198522/11-4-2018a نداء المجهول (رواية)
https://archive.org/details/Heliopolis1957_gmail_20180602_1619 نداء المجهول (رواية)